# CLOUD Act
De CLOUD Act (voluit Clarifying Lawful Overseas Use of Data Act) is een federale wet van de Verenigde Staten die in 2018 is aangenomen binnen de programmawet Consolidated Appropriations Act, 2018. De CLOUD Act komt in feite neer op een uitbreiding van de dataretentiewet Stored Communications Act (SCA) uit 1986, zodat de federale rechtshandhaving in de VS in staat wordt gesteld technologiebedrijven via een bevelschrift of dagvaarding te dwingen de gevraagde gegevens van gebruikers te verstrekken, ook al zijn die gegevens opgeslagen op buitenlands grondgebied.
De eventuele gevolgen van de CLOUD Act volstonden voor het Zwitsers leger om militairen het gebruik van Amerikaanse berichtendiensten zoals WhatsApp of Telegram te verbieden.